# Tiberi Bessó
Tiberius Julius Caesar Nero Gemellus, conegut com a Tiberi Bessó (10 d'octubre de 19 - vers 37/38) va ser un noble romà fill de Drus el Jove i Clàudia Livil·la, nebot de Claudi, net de Tiberi i cosí i fill adoptiu de Calígula. Va rebre el seu sobrenom (Bessó - Gemellus) a causa que era el bessó de Tiberi Claudi Cèsar Germànic Bessó, que va morir quan era un nen l'any 23.
El pare de Bessó, Drus, va morir en estranyes circumstàncies quan el nen només tenia quatre anys. Es creu que va ser el Prefecte del pretori, Luci Eli Sejà que va matar-lo. La mare de Bessó va morir a causa de la seva participació en el complot per enderrocar al seu sogre Tiberi, i també per enverinar presumptament al seu marit.
No es coneixen massa dades sobre la vida de Bessó, ja que va ser ignorat per gairebé tots els components de la família imperial. Tant és així que el seu pas de la infància a l'edat adulta, amb la cerimònia de la toga viril, es va celebrar quan Bessó tenia divuit anys, mentre que l'edat normal per celebrar aquest ritu era els catorze anys.
Quan comptava amb dotze anys, Bessó va ser cridat a l'Illa de Capri, lloc de retir de Tiberi, on va viure amb l'emperador i amb el seu cosí Calígula. Tiberi va nomenar a Bessó i a Calígula hereus conjunts del tron imperial, però era evident que l'emperador afavoria més Calígula que al seu propi net i Bessó no va poder fer valer la seva herència quan Tiberi va morir, quedant Calígula com l'únic hereu al tron.
Livil·la havia estat l'amant de Sejà durant molts anys i era lògic tenir dubtes sobre la paternitat del jove.
Tiberi va morir el 16 de març de 37 i Calígula es va convertir en emperador. Calígula va adoptar a Bessó però va manar assassinar-lo el 37 o 38 per conspirar presumptament contra l'emperador mentre aquest estava malalt.
El poc que s'ha escrit sobre Tiberi Bessó està connectat amb els relats sobre Calígula.